# Андрей (Чилерджич)
Епископ Андрей (серб. Епископ Андреј, в миру Андрея Чилерджич, серб. Андреjа Ћилерџић; 21 августа 1961, Оснабрюк, Нижняя Саксония, ФРГ) — епископ Сербской Православной Церкви, епископ Швейцарский.

## Биография
Родился 21 августа 1961 года в Оснабрюке в Западной Германии в семье ставрофорного протоиерея Добривоя Чилерджича и матери Марианы. Он вырос вместе со своим братом Петром и сестрой Верой. Его мать была немкой, но она хорошо овладела сербским языком и учила Андрея читать «Отче наш» на сербском, когда ему было два года. Отец владыки был полон любви к Сербии, в которую однако не мог ступить на протяжении 50 лет. Наконец, он прибыл на родину в 1991 году, когда из Америки перевезли мощи святителя Николая (Велимировича) в Лелич.
Начальную и среднюю школу окончил в Дюссельдорфе, но связь с Оснабриком осталась неразрывной: «мы всегда ездили на День Святого Георгия в Оснабрик. Я был счастлив выступать с фольклорной группой Оро из Дюссельдорфа, но часто заменял кого-то в Оснабрике».
После окончания школы прибыл на Афон, и с сентября 1980 по июнь 1981 года пребывал в монастыре Григориат. В сентябре 1981 года поступил на богословский факультет Сербской Православной Церкви в Белграде, окончил который 25 марта 1986 года. Кроме сербского говорит на немецком, французском, греческом, итальянском и английском языках. Также служил на церковно-славянском, латинский, древнееврейский и арабский языки.
7 января 1987 года в монастыре Высокие Дечаны своим духовным наставником иеромонахом Иринеем (Буловичем) был пострижен в монашество. 8 марта 1987 года в храме святого Саввы в Дюссельдорфе епископом Западно-Европейским Лаврентием (Трифуновичем) был рукоположен во иеродиакона.
С 1987 по 1989 год — аспирант в Университете Аристотеля в Салониках (Греция). Служил архидиаконом в храме Святой Софии.
С 1989 по 1993 год служил преподавателем (суплентом) в Призренской духовной семинарии, где также был регентом семинарского хора.
21 ноября 1990 года в храме святого Саввы в Дюссельдорфе рукоположён в сан иеромонаха епископом Моравичским Иринеем (Буловичем).
С 1992 до 2011 года — насельник монастыря Святых Архангелов в Ковиле (Бачская епархия).
С 1993 по 1995 год служил секретарем отдела межцерковных отношений Священного cинода Сербской православной церкви.
26 июля 1999 года возведён достоинство в протосинкелла. 19 августа 2002 года возведён в сан архимандрита.
В 2005—2006 годах, находясь в Босолей-Монте-Карло, изучал французский язык.
С 2006 по 2008 год служил доцентом Экономического института при Министерстве труда Дюссельдорфа.
С 2008 года проводил исследования в области православной экклезиологии в Институте православного богословия Мюнхенского университета. В мае 2010 года был избран ассистентом кафедры православной догматики. В Мюнхене служил в греческом православном храме Всех Святых и часовне святителя Николая (РПЦЗ).
26 мая 2011 года на очередном заседании Архиерейском Соборе Сербской Православной Церкви избран епископом Ремесианским, викария Белградско-Карловацкой архиепископии.
18 сентября 2011 года в Белградской соборной церкви хиротонисан во епископа Ремесианского, викария Белградско-Карловацкой архиепископии. Хиротонию совершили: Патриарх Сербский Ириней, Митрополит Черногорско-Приморский Амфилохий (Радович), Архиепископ Охридский и Митрополит Скопский Иоанн (Вранишковский), епископ Афанасий (Евтич), епископ Шабацкий Лаврентий (Трифунович), епископ Жичский Хризостом (Столич), епископ Осечкопольский и Бараньский Лукиан (Владулов), епископ Враньский Пахомий (Гачич), епископ Шумадийский Иоанн (Младенович), епископ Далматинский Фотий (Сладоевич), епископ Нишский Иоанн (Пурич), епископ Горнокарловацкий Герасим (Попович), епископ Крушевацкий Давид (Перович), епископ Егарский Порфирий (Перич), епископ Липлянский Иоанн (Чулибрк), епископ Синопский Афинагор (Пекстадт) (Константинопольская православная церковь).
23 мая 2014 года решением Архиерейского Собора назначен епископом Австрийско-Швейцарским. Его настолование состоялось 20 июля в храме Воскресения Христова в Вене.